# Glasbärssläktet
Uppslagsordet ”glasbär” leder hit. Glasbär är även ett trivialnamn för stenbär (Rubus saxatilis).
Glasbärssläktet (Callicarpa) är ett växtsläkte i familjen kransblommiga växter (Lamiaceae) inom plisterordningen (Lamiales). Släktet omfattar över 160 arter från Sydasien, Sydöstasien, Östasien, Australien, Madagaskar samt sydöstra Nordamerika och nordvästra Sydamerika. De ingående arterna är buskar eller små träd. Typarten är Callicarpa americana. En del arter används som prydnadsbuskar i trädgårdar, bland annat för att de har dekorativa bär och det finns många sorter för trädgårdar. Släktet kan även kallas enbart glasbär. Med bara "glasbär" kan också avses Callicarpa bodinieri var. giraldii, en av de vanligaste prydnadsbuskarna av släktet inom trädgårdshandeln.

## Bildgalleri

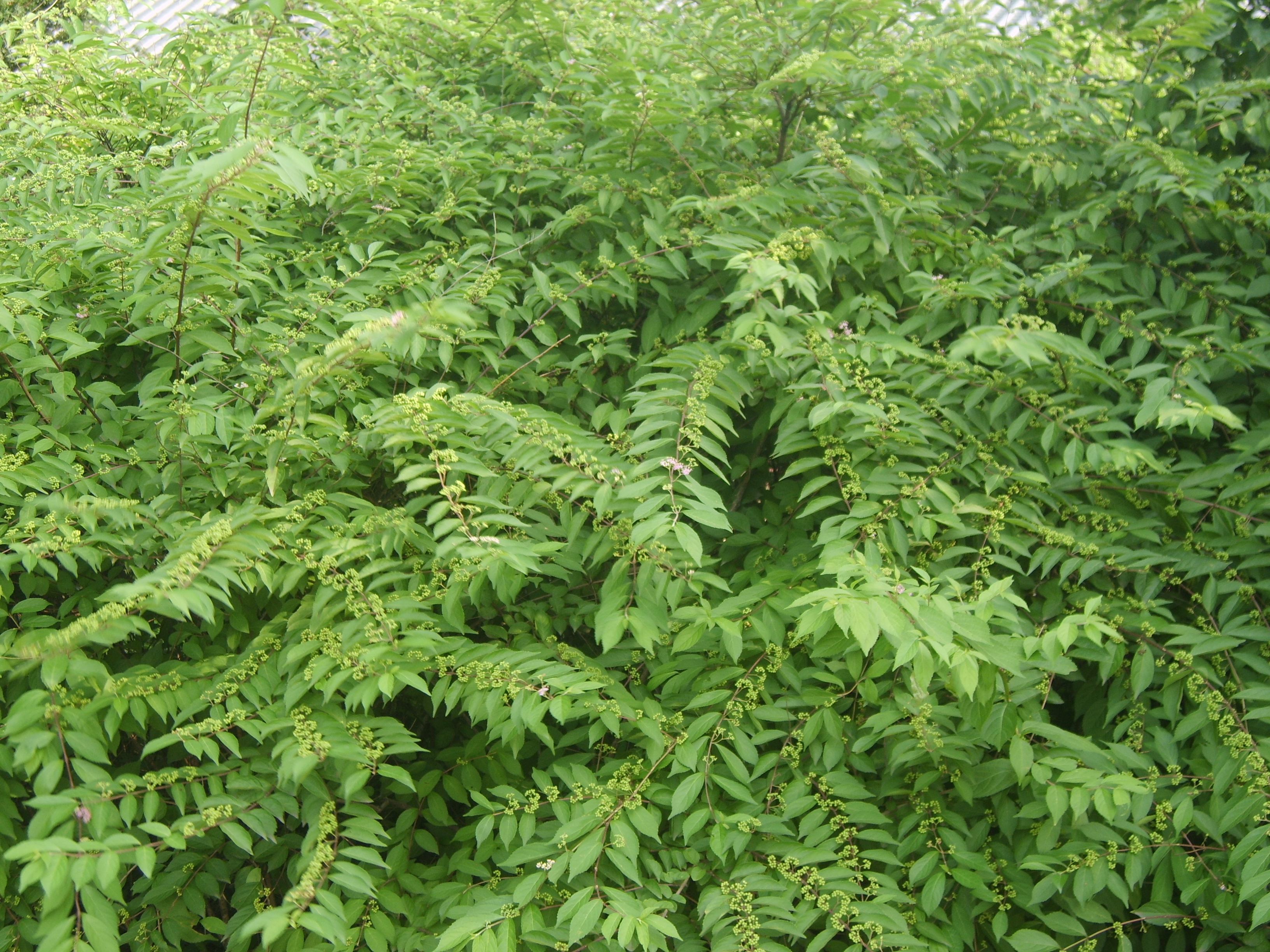
Bladverk hos Callicarpa dichotoma (litet glasbär)[1] från Östasien. Bild från Gyeongbokgung i Sydkorea.
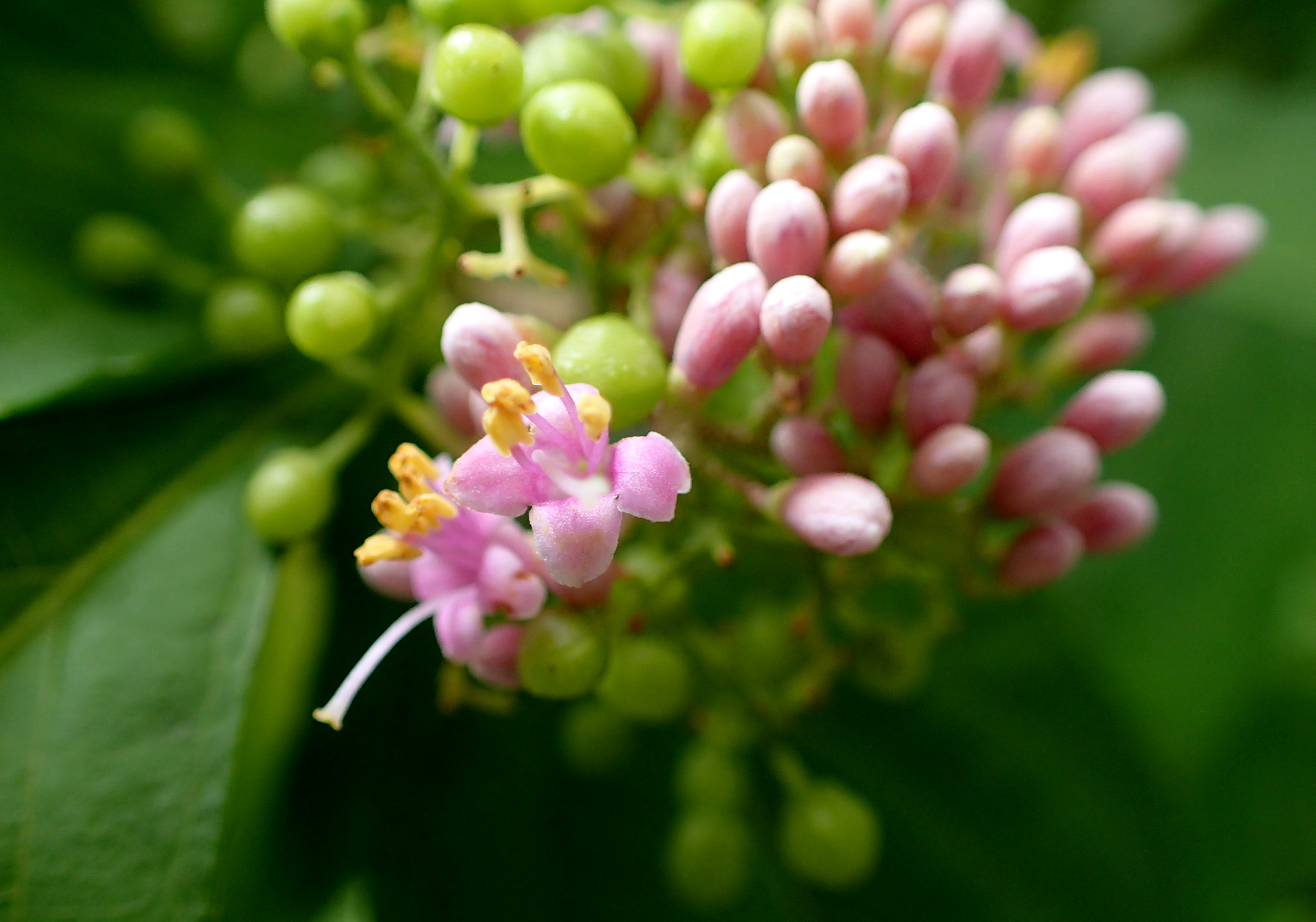
Blommor och knoppar hos Callicarpa japonica (japanskt glasbär)[1] Bild från New York Botanical Garden.